# Maria Kawamura
Shigeyo Kawamura (川村 繁代 Kawamura Shigeyo?,  Setagaya, Tokio, 21 de noviembre de 1961), conocida bajo su nombre artístico de Maria Kawamura (川村 万梨阿 Kawamura Maria?), es una actriz, seiyū y cantante japonesa. Estuvo afiliada a la agencia Arts Vision y actualmente es artista independiente. Uno de sus papeles más conocidos es el de Naga en Slayers. En 1991, contrajo matrimonio con el mangaka Mamoru Nagano.

## Filmografía

### Anime
- Ai to Yūki no Piggu Gāru Tonde Būrin como Nanako Tateishi
- Cazafantasmas Mikami como Teresa
- City Hunter 2 como Yuriko
- Crayon Shin-chan como Sheila
- Darker than black como Shizuka Isozaki
- Esper Mami como Miki
- Gakkō no Kaidan como Shinobu Matsuda/Yamime
- Jinrui wa Suitai Shimashita como la Narradora
- Kiddy Grade como Rita Verrucchio
- Kimagure Orange Road como la hermana mayor de Madoka
- Kyatto Ninden Teyandee como la Princesa Violeta
- Kyūketsuhime como Saori Takashima
- La Cenicienta como Cenicienta y Suzy
- La leyenda del Zorro como Lolita
- Las aventuras de Peter Pan como la Princesa Luna y Tiger Lily
- Los cielos azules de Romeo como Angeletta
- Mamotte Lollipop como Sarasa
- Musashi no Ken como Mari
- Narue no Sekai como Narumi Mutsuki
- Neon Genesis Evangelion como Kyoko Zeppelin Soryu
- Ninja Scroll: la serie como Sen
- Pokémon como Fennel y Lorelei/Kanna/Prima
- Pokémon: Diamante y Perla como Cheryl/Momi
- RahXephon como Mariko
- Rosario + Vampire Capu2 como Lilith
- Saber Marionette J como Tamasaburō
- Saber Marionette J to X como Tamasaburō
- Sailor Moon como Eudial
- Saint Seiya como Freya
- Sally, la bruja (1989) como Ohizumi Azami
- Samurai Champloo como Osen
- Shōjo Kakumei Utena como Mamiya Chida
- Slayers EVOLUTION-R como Nama
- Sonrisas y lágrimas como Hedvic
- Tokyo Mew Mew como Rei Nishina
- ×××HOLiC como Hanahana
- Yū Yū Hakusho como Hina
- Z Gundam como Irma Beltorchika

### OVAs
- Assemble Insert como Kagairi Sonoba
- Ayane's High Kick como Sakurako Miyagawa
- El-Hazard 2 como Ifurita
- Gall Force: Earth Chapter como Fortin
- Gundam Evolve como Quess Paraya
- Guyver como Shizu Onuma
- Kishin Corps como Bareiho
- Mobile Suit Gundam Unicorn como Irma Beltorchika
- Rhea Gall Force como Fortin
- Saber Marionette J Again como Tamasaburō
- Slayers Excellent como Naga
- Slayers Special como Naga
- Super Deformed Gundam como Quess Paraya
- Top wo nerae! Gunbuster como Jung Freud

### Películas
- Evangelion: Death and Rebirth como Kyoko Zeppelin Soryu
- Gall Force - Eternal Story como Elza
- Hello Kitty no Mahō no Mori no Ohime-sama como la Princesa Flora
- Kiddy Grade -Ignition- como Rita Verrucchio
- Kimagure Orange Road: Quiero volver a ese día como la hermana mayor de Madoka
- Shin Kimagure Orange Road: Soshite ano natsu no hajimari como la hermana mayor de Madoka
- Mobile Suit Gundam: Char's Counterattack como Quess Paraya
- Mobile Suit Zeta Gundam: A New Translation como Irma Beltorchika
- Slayers como Naga
- Slayers Gorgeous como Naga
- Slayers Great como Naga
- Slayers Premium como Naga
- Slayers Return como Naga
- Super Deformed Gundam (1989 y 1993) como Quess Paraya y la Reina Nina
- The End of Evangelion como Kyoko Zeppelin Soryu

### Videojuegos
- Ace Combat 3: Electrosphere como Cynthia Bridgitte Fitzgerald
- Mega Man Legends 2 como Matilda y Shu
- Slayers Royal como Naga
- Slayers Royal 2 como Naga
- Slayers Wonderful como Naga
- Super Mario Bros. (todos) como la Princesa Peach
- Valkyrie Profile como Freya
- Valkyrie Profile 2: Silmeria como Freya
- Valkyrie Profile: Covenant of the Plume como Freya

### CD dramas
- Dragon Quest IV como Cynthia
- Dragon Quest V como Bianca
- Super Mario Bros. Special como la Princesa Peach

### Doblaje
- Fievel va al Oeste como Tanya Mousekewitz
- Fievel's American Tails (1992) como Tanya Mousekewitz